# Cosun
Koninklijk Coöperatie Cosun U.A. (Royal Cosun) ist ein niederländisches Unternehmen in der Lebensmittelindustrie, das vor allem in den Bereichen Zucker, Kartoffeln und Gewürze tätig ist. 
Das Unternehmen ist aus der „Suiker Unie“ (Produzent von Kristallzucker) entstanden, die 1996 in Cosun umbenannt wurde. Der neue Name setzt sich aus Coöperatie Suiker Unie zusammen. Beim hundertjährigen Bestehen bekam das Unternehmen das Prädikat „königlich“ verliehen und der Name wurde entsprechend geändert. Die Hauptverwaltung befindet sich in Breda (Niederlande). Die Gruppe erwirtschaftete 2013 einen Umsatz von 2,166 Milliarden Euro. 2014 sank der Umsatz auf 2,115 Mrd. Euro mit einer Beschäftigtenanzahl von rund 3.800 Arbeitnehmern.

## Tochtergesellschaften
Zur Gruppe gehören Suiker Unie, Sensus, SVZ, Aviko und Nedalco. 
- Cosun Beet Company (bis Juli 2020 Suiker Unie) verarbeitet Zuckerrüben zu Zucker und Zuckerprodukten. Suiker Unie ist entstanden aus dem Zusammenschluss von genossenschaftlichen Zuckerfabriken in Dinteloord, Roosendaal, Zevenbergen, Sas van Gent, Groningen und Puttershoek. Nur die Fabriken in Dinteloord und Groningen sind noch in Betrieb. Seit 2009 gehört dem Unternehmen darüber hinaus eine Zuckerfabrik in Anklam in Mecklenburg-Vorpommern.
- Sensus produziert Inulin, das Zucker und Fett in Nahrungsmitteln ersetzen kann. Der Rohstoff hierzu ist Chicorée. Betriebe bestehen in Rosendaal und Zwolle.
- SVZ produziert tiefgefrorene, konzentrierte und konservierte Gemüse- und Obstprodukte.
- Aviko verarbeitet Kartoffeln zu Pommes frites, Kartoffelscheiben, Rösti, Kroketten und anderen Produkten. Der Hauptsitz ist in Steenderen. Im September 2020 wurde eine strategische Partnerschaft der Tochtergesellschaft Aviko Rixona mit dem Lebensmittelkonzern Unilever verkündet. In diesem Zuge übernimmt das Unternehmen das Produktionswerk in Stavenhagen, Deutschland.[2]
- Unifine Food & Bake Ingredients produziert Aromen, Toppings, Fondants, Compounds, Cremes, Fonds, Mousses, Eispasten, Dekorgels, Fruchtfüllungen, Kräutermixe und Backmixe für die Lebensmittelindustrie sowie Halbfertigprodukte für den Bäckereisektor. Marken sind unter anderem SUCREA, Caullet, Dethmers und Fruibel. Darüber hinaus produziert Unifine eine Diabetiker Line namens SUCREA DiaLine für Feingebäck. Seit 2009 hat Unifine eine Untermarke mit dem Namen ChefLine ins Leben gerufen. Hierüber werden Produkte vermarktet, die sich an den Food Service (Horeca) Markt wenden. Unifine beliefert die Märkte Fine Bakery, Ice Cream, Food Service sowie Industrie. Im Jahre 2011 verkaufte Royal Cosun die Unifine Food & Bake Ingredients Gruppe an das amerikanische Familienunternehmen Dawn Foods.
- Royal Nedalco stellt Bio-Ethanol aus Zuckerrüben-Melasse, Zuckerrohrmelasse und Getreide her. In Bergen op Zoom befindet sich der Hauptsitz sowie eine Produktionsstätte, in Sas van Gent eine weitere Produktionsstätte. Mit der deutschen Brüggemann-Gruppe besteht das Gemeinschaftsunternehmen Brüggemann Alcohol.